# Ministerio de Estado para la Banca Pública
El Ministerio del Estado para la Banca Pública fue uno de los 32 órganos que conforman el gabinete ministerial del Poder Ejecutivo de Venezuela.
El ministerio fue un ente dependiente directamente de las órdenes del presidente de Venezuela.
Para enero de 2014, sufre una nueva estructuración anunciada por el presidente Nicolás Maduro, al fusionarse con el Ministerio de Estado para la Economía y Finanzas.

## Órganos y Entes Adscritos al Ministerio
- Banco Bicentenario Banco Universal C.A
- Banco de Comercio Exterior C.A.
- Banco de Venezuela, C.A.
- Banco del Tesoro, C.A.
- Banco Industrial de Venezuela C.A.

## Ministros
| Ministros del Estado para la Banca Pública de Venezuela |                               |             |             |
| Orden                                                   | Nombre                        | Período     | Presidente  |
| 1                                                       | Rodolfo Clemente Marco Torres | 2011 - 2014 | Hugo Chávez |